# 武田信玄の家臣団

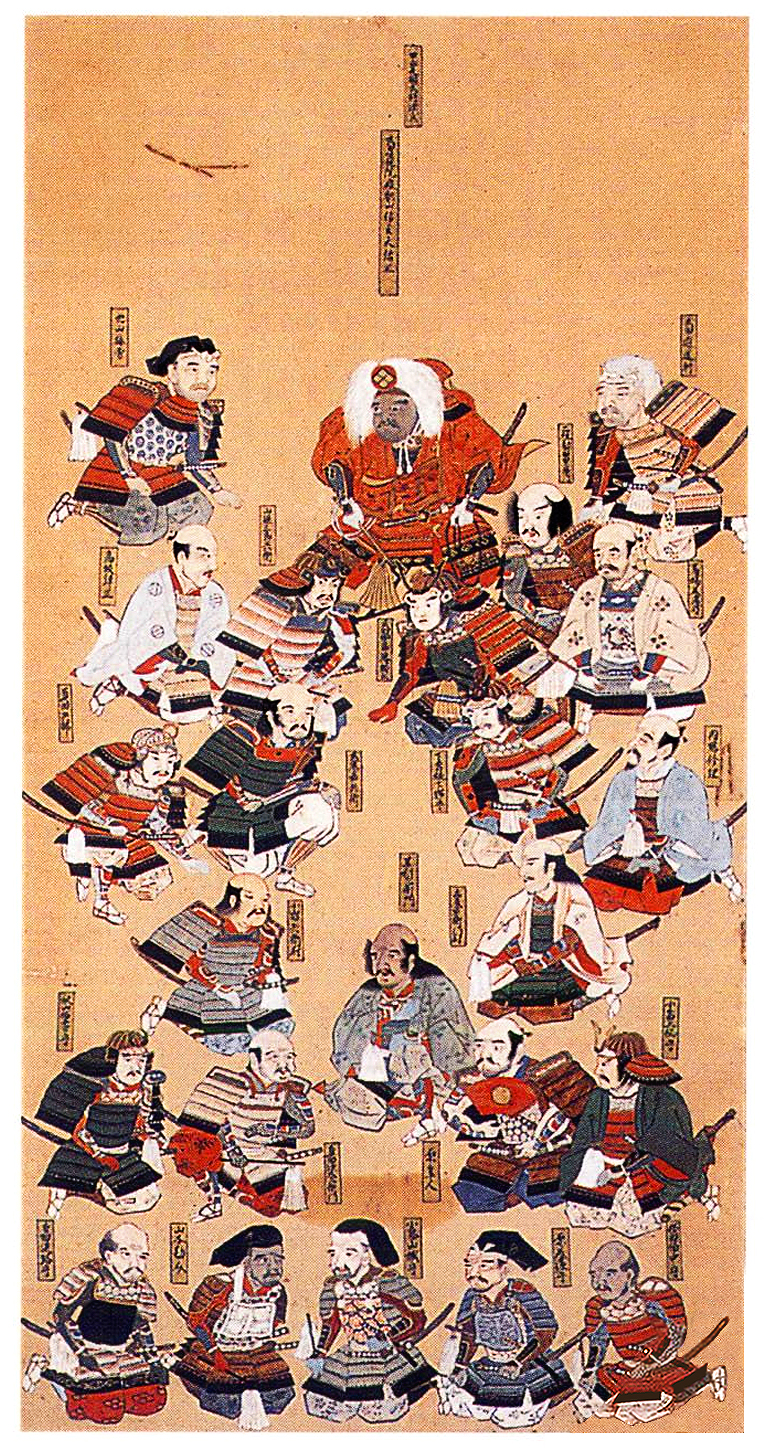
武田二十四将

武田信玄の家臣団は戦国武将の武田信玄の家臣団を指す。

## 概要
武田家が守護から戦国大名になったと言う経緯から、中世的な部分が残る一方、時代に合わせて改変した制度もあり、部分部分で鎌倉時代から室町時代前期の影響と、室町後期の影響の両方がやや混然と存在している。軍事制度としては兵農分離をせず、寄親寄子制を採用していた。

## 御一門衆
信玄の兄弟・親族らが中心。「甲州武田法性院信玄公御代惣人数事」『甲陽軍鑑』巻八では十二名を記載している。呼称は「御一門衆」であることが指摘され、『甲斐国志』では「親族衆」とし、「国主の兄弟から出て一家を立てた」者とされる。このため今井氏・一条氏など別姓もある。また、木曾氏のような婚姻関係の結果親族衆に含まれる場合も含まれる。
- 穴山信友 - 穴山信綱の子
- 穴山信君 - 母は武田信虎の娘・南松院。妻は武田信玄の娘・見性院
- 穴山信治 - 穴山信君の子。母は信玄の娘・見性院。
- 一条信龍- 武田信虎の九男
- 一条信就 - 一条信竜の嫡男。
- 海野信親 - 武田信玄の次男。
- 葛山信貞 - 武田信玄の六男。
- 木曽義昌 - 武田信玄の娘を娶り親類衆になる。
- 下条信氏 - 信濃国伊奈吉岡城主下条時氏の嫡男。妻は信玄の妹。
- 武田勝頼 - 武田信玄の四男
- 武田信勝 - 武田勝頼の嫡男
- 武田信廉 - 武田信虎の六男
- 武田信澄 - 武田信廉の長男
- 河窪信実 - 武田信虎の十男
- 河窪信俊 - 武田信実の嫡男
- 武田信繁 - 武田信虎の四男
- 望月信頼 - 武田信繁の長男
- 武田信豊 - 武田信繁の次男
- 武田信友 - 武田信虎の五男
- 武田信堯 - 武田信友の子
- 武田義信 - 武田信玄の嫡男
- 仁科盛信 - 武田信玄の五郎
- 松尾信是 - 武田信虎の五男
- 安田信清 - 武田信玄の七男。出家した後勝頼の命によって還俗。

## 譜代家老衆
武田家が甲斐一国当時から武田家に仕えていた家を中心とした家臣団。合議の場に列する資格を意味する家格であったと考えられており、城代や郡司などとして様々な権限を与えられるなど、軍事面・領国支配において重視された。文書においては「家老」「宿老」の用語が見られるが、多くは用いられていない。「惣人数」には親族衆の次に配置される。以下は、史料から確認できる譜代の家柄を持つ者たちを記す。
- 馬場信春(教来石氏出身、民部少輔、美濃守)
- 馬場昌房(信春の子)
- 工藤長門守(工藤氏当主、昌秀の兄、長篠合戦後一時期箕輪城代)
- 内藤昌秀(工藤氏出身、工藤源左衛門尉、修理亮、大和守、上野国箕輪城代、西上野郡司)
- 内藤昌月(源三、修理亮、大和守、箕輪城代、西上野郡司、保科正俊の子、昌秀の養子)
- 飯富虎昌(兵部少輔、信濃塩田城代、諱は異なる可能性)
- 山県昌景(虎昌の弟、飯富氏出身、飯富源四郎、三郎右兵衛尉、駿河国江尻城代)
- 山県昌満(昌景の子、源四郎、三郎右兵衛尉、駿河田中城代、遠江諸城を管轄)
- 春日虎綱(源五郎、弾正左衛門尉、弾正忠、一時期香坂氏を称す、信濃海津城代、いわゆる高坂昌信)
- 香坂源五郎(虎綱の嫡男、長篠で戦死)
- 春日信達(源五郎の弟、虎綱の次男、源五郎、弾正忠、海津城代)
- 小山田信有(契山)(郡内小山田氏、弥三郎、出羽守、郡内谷村館主)
- 小山田信有(桃隠)(契山信有の長男、靏千代丸、弥三郎)
- 小山田信茂(契山信有の次男、藤乙丸、弥五郎、左兵衛尉、左衛門大夫、出羽守)
- 甘利虎泰（備前守）
- 甘利信忠（虎泰の子、藤三、左衛門尉、両職を板垣信憲と共に勤める、諱は昌忠からの改名）
- 甘利信康（信忠の弟、郷左衛門尉、鉄砲衆、幼い甥の信頼の陣代を勤めたか）
- 甘利信頼（信忠の子、次郎四郎）
- 甘利信恒（信康の子、三郎二郎）
- 板垣信方（駿河守、諏方郡司、信濃上原城代）
- 板垣信憲（信方の嫡子、弥二郎、両職を甘利信忠と共に勤める、諏方郡司、信濃上原城代。改易の後、嫡子・板垣正信が掛川藩主・山内一豊に召抱えられた）
- 板垣信安（於曽氏出身、妻が板垣信方の娘であったため板垣信憲改易の後、板垣氏の名跡を継ぐ。左京亮、駿河田中城代）
- 板垣修理亮（信安の嫡子、武田氏滅亡の後、真田昌幸に召抱えられた）
- 栗原信重（伊豆守）
- 栗原信盛（信重の子か、左衛門尉）
- 今福長閑斎（石見守、駿河国久能城代、駿河郡司）
- 今福虎孝（長閑斎の子、善九郎、丹波守）
- 今福昌和（虎孝の弟、市左衛門尉、筑前守、諏方郡司、信濃高島城代）
- 金丸筑前守（実名は虎義とも）
- 金丸平三郎（筑前守の嫡男、実名は昌直とも）
- 土屋昌続（金丸氏出身、筑前守の次男、平八郎、右衛門尉）
- 金丸助六郎（筑前守の四男、実名は昌義とも）
- 土屋昌恒（金丸氏出身、筑前守の五男、惣三、右衛門尉）
- 秋山虎繁（善右衛門尉、伯耆守、下伊那郡司、信濃大島城代、美濃遠山郡司、美濃岩村城代）
- 秋山昌詮（金丸筑前守の三男、虎繁の養子、惣九郎、左衛門尉）
- 秋山源三郎（金丸筑前守の七男、昌詮の跡を継ぐ、吉千代）
- 原昌胤（隼人佑、富士大宮郡司、大宮城代）
- 原昌栄（昌胤の子、隼人祐、富士大宮郡司、大宮城代）
- 原昌弘（昌胤の次男、宗一郎、三方原で戦死）
- 小山田虎満（上原氏出身、石田小山田氏、上原伊賀守、備中守、玄怡、信濃内山城代、佐久郡司）
- 小山田昌成（虎満の嫡男、藤四郎、菅右衛門尉、備中守、信濃内山城代、佐久郡司)
- 小山田大学助（虎満の次男、実名は昌貞とも）
- 跡部祖慶(攀桂斎）
- 跡部勝資（祖慶の嫡男、又八郎、大炊助、尾張守）
- 跡部昌秀（祖慶の次男、藤次郎、民部助）
- 跡部昌出（勝資の嫡男、大炊助）
- 跡部昌勝（勝資の三男、大炊助）
- 浅利虎在（伊予守）
- 浅利信種（虎在の子、右馬助、上野箕輪城代）
- 浅利彦次郎（信種の子）
- 駒井昌頼（高白斎、丸山城(積翠寺城)代)
- 駒井昌直(昌頼の子、孫三郎、右京進、駿河深沢城代）
- 小宮山虎高（丹後守）
- 小宮山内膳（虎高の嫡男）
- 跡部泰忠（越中守）
- 跡部勝忠（泰忠の子、九郎右衛門尉、美作守、越中守、勘定奉行筆頭）
- 跡部昌忠（勝忠の子、藤五郎、九郎右衛門尉）
- 両角虎光（豊後守）
- 両角昌守（虎光の子、助五郎）

譜代の家臣は、信虎期から晴信初期ごろまでは甘利、板垣、栗原、飯富、駒井など古くからの重臣が目立つが、晴信期も時を経るにつれ、山県昌景や内藤昌秀、馬場信春に代表されるように、有能な者たちを名家の家名を継がせたり、跡部氏のように割と新参の家臣たちも能力などに応じて登用したりするなどの変化がある。

## 他国衆

### 信州衆
・佐久郡
芦田信守(下野守、息子は信蕃)
芦田信蕃(右衛門佐、常陸介)
阿江木常喜(市兵衛尉、能登守、依田氏一族)
阿江木常林(市兵衛尉、能登守、父は常喜)
禰津常安(宮内大輔、松鶴軒)
禰津元直(宮内大輔、常安の父)
禰津信忠(武田滅亡後、真田昌幸に仕える)
禰津月直(神平、常安の子息、長篠合戦で戦死)
禰津昌綱(宮内大輔、常安の甥)
岩尾行頼(大井氏一族、弾正忠)
大井高政(小諸大井氏、左馬允、道賢)
大井満安(高政の子、右兵衛尉、河内守)
大井民部助(耳取大井氏)
伴野信是(左衛門佐、野沢伴野氏当主)
伴野信番(信是の子、善九郎)
伴野信直(兵衛尉、讃月斎全真、前山伴野氏当主)
伴野信守(信直の子、宮内少輔)
平尾昌朝(平三、依田氏一族)
・小県郡
真田幸綱(弾正忠、出家して一徳斎)
真田信綱(源太左衛門尉、幸綱の長男)
真田昌輝(兵部氶、幸綱の次男、兄信綱とは別家)
矢沢頼綱(薩摩守、幸綱の弟、諱は綱頼からの改名)
常田隆永(出羽守、幸綱の弟)
丸子春堅(大和守、依田氏一族)
丸子信貞(善次、春堅の子か)
武石正棟（竹葉斎、大井氏一族）
室賀信俊(兵部大輔、山城守)
室賀満正(大和入道、一葉斎、屋代正重の次男、信俊の養子)
小泉重永(喜泉斎)
小泉昌宗(惣三郎、重永の子か)
浦野幸次(左衛門尉、なお、浦野氏の当主は美濃守友久、源太郎信政、源一郎などの可能性があり、混乱が見られる)
・筑摩郡
海野幸貞(塔原海野氏、会田岩下氏一族、三河守)
海野幸忠(幸貞の子、伊勢守)
塔原幸知(幸貞の子か)
海野下野守(会田岩下氏)
麻績清長(青柳氏より改姓、近江守、勘解由左衛門尉)
麻績頼長(清長の子、小四郎、伊勢守)
山家薩摩守(左馬允、近松斎)
山家藤九郎(薩摩守嫡男、松寿、長篠で戦死)
山家左馬允(薩摩守の子)
・伊那郡
下条信氏(兵庫助、弾正、伊豆守)
下条信正(信氏の子、戌千代丸、兵庫助)
小笠原信貴(松尾小笠原氏、六郎、孫六郎、左衛門佐、信濃守、相模守、下総守)
小笠原信嶺(信貴の子、十郎三郎、掃部大夫)
坂西織部亮(兄は長忠とされるが、その存在自体不明)
松岡頼貞(兵部大輔)
保科正俊(甚四郎、弾正忠、筑前守)
保科正直(正俊の子、甚四郎、弾正左衛門尉、越前守)
座光寺貞房(三郎左衛門尉、岩村籠城衆)
座光寺為清(貞房の子か、次郎兵衛、豊前守)
座光寺為時(為清の子、二郎右衛門尉、丹後守)
知久頼氏(七郎、大和守)
(春近衆)
大島長利(五郎左衛門尉)
大島辰千代(長利の子か、信助か)
飯島為定(大和守)
飯島為方(為定の子、源太か、大和守)
片切為成(兵庫頭)
片切昌為(為成の子、源七郎)
上穂貞親(左京亮)
上穂為光(貞親の子、善次)
上穂源三郎(為光の子)
赤須昌為(孫三郎)
・諏方郡
諏方満隣(諏方頼重の叔父、新太郎、伊豆守、竺渓斎)
諏方頼豊(満隣の子、新六郎、越中守、下諏方五十騎)
諏方頼辰(満隣の末子、庄左衛門尉)
諏方頼運(金刺一門か、左衛門尉、下諏方五十騎)
金刺豊保(諏方氏、右近助、下諏方五十騎)
千野重清(靱負尉、靱負入道、千野氏惣領)
千野孫九郎(重清の嫡男)
千野昌房(重清の子、左兵衛尉、兵衛尉)
小口民部少輔(下諏方五十騎)
小坂親知(藤蔵、下諏方五十騎)
有賀紀伊守(下諏方五十騎)
窪島石見守(下諏方五十騎)
小井弖大炊允(下諏方五十騎)
小井弖良喜(越前守、越前入道、下諏方五十騎)
高木清七郎(下諏方五十騎)
高木正兵衛(下諏方五十騎)
千野伊豆守(下諏方五十騎)
千野出雲守(下諏方五十騎)
千野左馬允(下諏方五十騎)
千野弥五右衛門尉(下諏方五十騎)
千野丹波守(下諏方五十騎)
高出昌海(左兵衛、下諏方衆)
・川中島
清野信秀(左近大夫、左近入道、埴科郡)
清野満秀(信秀の子、与次郎、左衛門佐、清寿軒)
伊藤右京亮(高井郡)
井上左衛門尉(綿内氏、高井郡)
井上新左衛門尉(左衛門尉の子)
芋川親正(右衛門尉、越前守、水内郡)
岩井昌能(民部少輔、備中守、高井郡)
春日備前守(立場は不明、同姓越前守、意足、新助とともに行動していたか)
栗田永寿(善光寺別当、水内郡、のち甲府板垣郷に移住)
栗田鶴寿(永寿の子、善光寺別当、刑部)
栗田永寿(二代目、鶴寿の子、善光寺別当)
尾崎重信(三郎左衛門尉、道甫、甲越同盟後の従属、水内郡)
尾崎重元(重信の子、孫十郎、大和守、大和入道、東源斎)
大日方讃岐入道(水内郡)
大日方美作守(讃岐入道の子、美作入道、信竜斎か)
大日方直武(美作守の子、上総介)
香坂入道(水内郡)
香坂筑前守(入道との関係は不明)
須田信頼(新左衛門尉、刑部少輔、高井郡)
須田信政(信頼の子、左衛門尉、左衛門佐、のち信正に改名)
寺尾刑部少輔(刑部助、埴科郡)
西条祐意(治部少輔、美作守、埴科郡)
西条昌直(祐意の子、弥三郎、治部少輔)
島津貞忠(尾張守、水内郡)
島津泰忠(貞忠の子、孫五郎、左京亮、常陸介、常陸入道)
屋代政国(太郎か、左衛門尉、越中守、埴科郡)
屋代秀正(室賀満正の子、政国の養子、左衛門尉、越中守)
・安曇郡
仁科盛能
仁科盛康
仁科盛政
穂高盛棟（穂高城主）
日岐盛武（日岐城主、のち上杉氏家臣）
渋田見政長（小笠原貞慶より仁科氏嫡流を許される）
沢渡盛忠（武田氏滅亡後、上杉氏に亡命）

他には、
雨宮氏、大室氏、河田氏、小田切氏、赤沢氏、草間氏、尾野山氏、山口氏、戸田氏、大津氏、与良氏、塩崎氏、隅田氏、松田氏（武水別神社神主の氏族の一族)
が軍監で挙げられているが、詳細は不明である。

### 西上野衆
小幡信真　
小幡憲重
小幡信高
和田業繁
多比良友定（多比良城）
高山満重（高山定重の父）
白倉道佐（麻場城）
甘尾氏（上州八家）
倉賀野秀景（倉賀野氏）
依田氏
後閑信純
長根氏
大戸真楽斎（浦野氏）
安中景繁
松本氏

### 駿河先方衆
朝比奈信置（庵原城、持船城城代）
岡部正綱
岡部元信
三浦員久（駿河三浦氏）
朝比奈監物（朝比奈城?）
三浦義鏡
三浦右近
小原鎮実（花沢城(焼津市)）

### 遠江・三河先方衆
天野藤秀（犬居城）
奥平定能（亀山城 (三河国)）
菅沼定盈（野田城 (三河国)）
菅沼正貞（長篠城）
菅沼定忠（田峯城）

### 飛騨先方衆
川中島の戦いの第五次合戦を参照。
江馬輝盛（高原諏訪城）
麻生野慶盛

### 越中先方衆
椎名康胤（松倉城 (越中国)）
椎名甚左衛門（椎名康胤の弟、馬場信春の寄騎）

### 武蔵先方衆
長井政実（平沢豊前守政実、武蔵御嶽城主、後甲相同盟により上野5000貫へ転封）
小幡信尚(上野国の小幡氏、板鼻城・鷹巣城（群馬県安中市）)

### 駿河・三河・信濃・上野一騎合衆
波合備前守胤成（波合関所(阿智村)）
孕石主水（高天神城、嫡男・孕石元成は、板垣正信と共に掛川藩主・山内一豊に仕えた。のち土佐藩士として存続）
平屋玄蕃
由比市丞
駒場丹波（駒場城）
由井弥兵衛
高尾氏
小林正林
城所道寿（菅沼定忠の家老、田峯城）
鶴瀬氏

## 譜代国衆

### 御旗本武者奉行衆
今井信昌
今井信衡

### 足軽大将衆
横田康景
原勝重(原虎胤)
市川等長
城景茂
多田治部右衛門(多田三八郎)
遠山右馬介（武蔵牢人）
遠山孫次郎(信州遠山氏)
今井信俊
江間右馬丞(江馬信盛)
関甚五兵衛（尾張牢人）
小幡昌盛
大熊朝秀(上杉謙信旧臣）
三枝守置
長坂光堅(釣閑斎)
下曽根康景(下曾根覚雲斎浄喜)
曽根昌世
曽根長忠(七郎兵衛)(上野石倉城)
上原随翁軒
武藤喜兵衛(真田昌幸)
三枝昌貞（守友）
安間三右衛門(安間氏)
小幡光盛(兄小畠虎盛の海津城副将を継承)

### 公事奉行衆
今福友清
武藤常昭(武藤氏)
桜井信忠

### 勘定奉行衆
青沼忠重
市川昌房
跡部勝忠

### 御旗奉行衆
岩手信盛
岩手信景

### 御鑓奉行衆
安西有味
今福昌常
加津野信昌(真田信尹)

## 近習衆

### 御蔵前衆
古屋道忠
古屋兵部
伊奈宗普
諏訪春芳
古屋内匠
古屋文六郎
八田村新左衛門(八田家書院)
松木桂林
平岡道成
石原守繁
大野主水
小宮山民部

### 御目付衆
坂本武兵衛
塚原六右衛門
武井江右衛門
三沢四郎兵衛
相川甚五兵衛
島田外記
笠井半兵衛
小池主計
伊藤玄蕃
切田勘之丞

### 横目衆
荻原正明(荻原豊前守昌明)
窪田吉正(正勝)
原大隅(原虎吉)
志村貞盈
中村安利
河野通重 (但馬守)
石坂森通
荻原五左衛門(荻原昌勝?)
山本土佐(山本忠玄)
久保田監物(窪田忠廉)

### 御小姓衆
土屋惣八郎
跡部喜兵衛
甘利彦五郎信廣
土屋源五左衛門
雨宮善二郎
曽根内膳
安部掃部
日向伝次郎
原甚五郎
原おちご
横田小陸奥
跡部おくま
白須平次
古屋平三郎
友野又市
三枝監物(三枝昌吉)
大蔵新之丞(大蔵式部大夫の息子、土屋昌続の許しを得て土屋姓を名乗る）
跡部主殿
小山田弥五郎
跡部源左衛門
岩本右近
小山田新之丞
市川内蔵

### 御納戸奉行衆
河村下野守
内藤外紀

### 御同明衆
万阿弥
らいあみ

### 御台所頭衆
前島加賀守
大島惣兵衛

### 茶堂坊主頭衆
福阿弥
春阿弥

### 御右筆衆
永順
神尾庄左衛門
宗白

### 諸国御使者衆
八重森困幡家昌(八重森氏)
初鹿野存喜(初鹿野氏)
日向玄東斎虎頭(大島城)
秋山万可斎
西山昌俊
雨宮存哲(浅井長政、長宗我部元親担当)

### 蜈蚣差物衆
諏訪頼豊
工藤市兵衛昌明(工藤虎豊の子)
漆戸左京亮(漆戸氏、柳沢信俊の祖父)
小山田弥助
小山田八左衛門
初鹿野信昌
吉田左近信生(清和源氏吉田氏)
小山田又二郎
小宮山友晴

### 御伽衆
小笠原慶安斎
板坂法印
板坂卜斎
山本大林
寺島甫庵
岡田賢桃斎
小俣清甫
一花堂
実了師慶
新藤氏
市川氏
犬山氏

### 御旗楯無別当
山下伊勢

## 他の家臣

### 御料人様衆（松姫（新館御料人）の家臣）
元は御前様（三条夫人）付の家臣団であったが、松姫が織田信忠と婚約して新館御料人と呼ばれるようになると松姫付の家臣となった。しかし、甲陽軍鑑の版によっては「後御料人様につけらるる」を「越後御料人様につけらるる」としているものもあるとされ、もし後者が正しい場合越後御料人、すなわち松姫の姉である菊姫を指すこととなる。しかし、前者は最古の明暦本に登場するのに対し、後者は万治本に書かれていることから、この項では前者を取る。しかし、どちらも甲陽軍鑑の中で1、2の古さのものであるため、どちらの可能性もあるといえよう。
五味新右衛門
五味伝之丞
小沢新兵衛
石黒八兵衛
前島和泉
朝比奈新九郎(昌親)

### 御聖道様衆（竜芳付の家臣）
秋山虎康(越前守、下山殿の父)
下条讃岐(浅利信種の弟)
薬袋靫負尉（薬袋（みない）は山梨県早川町の地名。）
甘利三右衛門
高村清右衛門
小草野隆吉

### 御曹子様衆（勝頼、信勝付の家臣）
温井常陸介
安倍加賀守（勝頼高遠在城時につけられた家臣）
薬袋小助

### 猿楽衆
観世大夫
大蔵式部大夫信安

## 国衆
武川衆のように甲斐国内に存在した集団でありながら、親族とも譜代とも判別し難いのみならず、武田氏に服属していたのか同盟関係に近かったのかの判断が困難な集団がある（小山田氏等）。多くは中世の本家分家的な関係を基礎としており、一定地域での独自色の強い集団であった。
武川衆、津金衆、御嶽衆(巨摩郡北山筋)、九一色衆、西湖衆、栗原衆、伊那衆、安中衆、上野原衆(郡内小山田氏、寄子:加藤景忠)

### 外様家臣団
便宜的に使われる武田家家臣団。諏訪衆・西上野衆(上野衆)と言った地域名、あるいは真田衆と言った領主名で呼ばれていた。

## 武田水軍
永禄11年（1568年）に間宮武兵衛（船10艘）、間宮信高（船5艘）、小浜景隆（安宅船1艘、小舟15艘）、向井正綱（船5艘）、伊丹康直（船5艘）、土屋貞綱（船12艘、同心50騎）などを登用して、武田水軍を創設している。

## 武田信玄の軍陣医
武田信玄は軍陣医をともなっていたことが武田信玄陣立図から確認され、信玄の本陣の前に御伽衆の小笠原慶庵と長坂釣閑斎とともに甫庵（寺島甫庵か）の薬師本道と大輪（山本大林か）の薬師外科の医師団部隊が有事に備えて存在していた。また、侍医として板坂宗商、御宿友綱が知られている。このような部隊は珍しく、他には毛利元就が挙げられる。

## 家臣団の制度
職制は行政面と軍政面で分けられる。行政面では「職」と呼ばれる役職を頂点にした機関が存在した。

### 合議制と御旗盾無し
武田信玄の統治初期は中央集権的な制度でなく、合議制であった。このため、在地領主（いわゆる国人）の領地に対しては直接指示を下せなかった。「御旗盾無御照覧あれ」という言葉は合議制の議長である武田家当主の決定であるという意味に使われることが多い。
武田信玄の統治は、領地の拡大や知行制の浸透に伴い、合議制から中央集権な統治に変遷が見られる。

### 行政職
- 公事奉行 - 公事と訴訟を担当する。
- 勘定奉行 - 財政担当官。跡部勝忠、青沼忠重、市川昌房など。
- 蔵前衆 - 地方代官。同時に御料所と呼ばれる武田氏直轄地の管理を行った。
- 侍隊将 - 出陣・警護の任務に当たる。
- 足軽隊将 - 検使として侍隊将の補佐を勤める旗本隊将と、領地境界の番手警備を行う加勢隊将に別れる。
- 浪人頭 - 諸国からの浪人を統率する。

### 軍政職
- 旗本武者奉行 - 弓矢指南とされる。最上位に記される事から出陣の儀や勝鬨の儀などの責任者か。
- 旗奉行 - 風林火山、諏訪法性の旗などを差配する。
- 鑓奉行 - 騎馬足軽が付随したとある。旗本親衛隊の統率者。(横目衆。後の八王子千人同心)
- 使番衆 - 百足の旗を背負う伝令役。使番と奥使番に分けられる。
- 奥近衆 - 奥近衆小姓とも記される。基本的には領主クラスの子弟から選ばれる。
- 諸国使番衆 - 諸国への使者を務める。
- 海賊衆 - 海軍（武田水軍）。
- 御伽衆 - 御話衆とも。側近。
- 新衆 - 工兵集団。架橋や陣小屋作成など。

## 寄親寄子制
軍事制度としては寄親寄子制であった。基本的には武田氏に直属する寄親と、寄親に付随する寄子の関係である。
寄親寄子制である為、中集権的な統率は行われていない。兵農分離以前の武士の体制であり、後の徳川家親衛隊で、江戸時代を通じて半農半武士の生活を続けた八王子千人同心に色濃く受け継がれることになる。

## 武田信玄の偏諱
武田信玄（晴信）に関して特徴的なことは、家臣に対する偏諱として「昌」の字が用いられた例が多いことである。武田氏の通字である「信」の授与は重臣の嫡男に限られ、それ以外の家臣には父・信虎は「虎」、子・勝頼は「勝」の字を授けているが、晴信の「晴」は将軍からの偏諱であるために「晴」の字を授けた確実な例はなく、代わりに曾祖父・武田信昌に由来する「昌」の字を代わりに授けたとみられている。例えば、真田氏の場合、幸隆の嫡男には「信」の一字を与えて信綱、次男以下には「昌」の字を与えて昌輝・昌幸などと名乗らせている。

## 武田二十四将と甲陽軍鑑
江戸時代には『甲陽軍鑑』が流行し、信玄時代の武田家の武将達の中で特に評価の高い24名の武将を指して武田二十四将（武田二十四神将）と言われるようになり、信玄の名は知られることになった。原典は江戸時代に作られた浮世絵や浄瑠璃で、正式に武田家中で二十四将という区分や呼称は存在しない。選ばれた武将達も時代は離れており、全員が同時期に信玄に仕えたことはない。庶民の評価で決まったものらしく、資料によって顔ぶれが異なる。なお、この種の群像では主君を入れないのが一般的だが、武田二十四将には家臣が23名しか入らず、信玄自身が二十四将の一人に数えられていることが特徴である。他に武田四天王（武田四名臣とも）、武田の五名臣も有名である。

## 武田家家臣団のその後
守護大名としての武田氏は、武田勝頼の代で滅亡しているが、武田遺臣は早くからまとまって徳川氏に仕官した為、旗本として徳川幕府に仕えたものが多い。(天正壬午起請文参照) また、甲斐では村落に居住しつつも武田旧臣に由緒を持ち、特権を保持していた武田浪人が存在した。

## 情報収集組織
武田信玄は情報収集を重要視し、いくつかの情報収集組織を持っていた。甲州忍者という名前が注目されがちだが、実際は辺境武士集団などから市政の情報を収集していた。
武田信玄は甲斐に居ながら日本各地の情報を知っていたことから、「足長坊主」と異称された。

### 三ツ者
三ツ者と呼ばれる隠密組織を用いていた。(忍者、素破とも呼ばれる)
- 出浦盛清 - 『本藩名士小伝』の記載に甲州透破（忍者）の棟梁と記載
- 秋山十郎兵衛 - 甲陽軍鑑にて使者衆也又便番十二人衆。長篠の戦いで戦死。忍者とされる事がある。
- 西山十右衛門 - 武田勝頼の下で諜報活動。徳川家配下で八王子左入町に館があったとされる。忍者とされる事がある。
- 富田郷左衛門 - 出浦盛清のカバーネーム?忍者とされる事がある。

### 歩き巫女
甲斐武田家では望月千代女が訓練をして、歩き巫女として全国に配備し諜報活動を行わせたとされる。(くの一の一つ)

### 横目衆
甲斐では、親衛隊及び国境守備担当の原胤従以下、横目衆が領内で起こったことを見聞きして報告した。(後の徳川家甲州九口之道筋奉行)

## 武田家の城代
武田氏が信玄の代に領国を拡大すると、城代（郡司）として領域支配を担った。
- 信濃国海津城(長野市松代町)の春日虎綱
- 信濃国牧之島城(長野市信州新町)の馬場信春
- 信濃国内山城(長野県佐久市)の小山田虎満
- 上野国箕輪城(群馬県高崎市)の内藤昌秀
- 上野国松井田城(群馬県安中市)の小山田虎満
- 信濃国大島城(長野県下伊那郡)の秋山虎繁 (短期間、美濃国岩村城(岐阜県恵那市))
- 駿河国江尻城(静岡県静岡市)の山県昌景
- 駿河国深沢城(静岡県御殿場市)の駒井昌直
- 駿河国久能城(静岡県静岡市)の今福浄閑斎

## その他
信玄は家臣との間の些細な諍いや義信事件など家中の動揺を招く事件に際しては、忠誠を誓わせる起請文を提出させており、神仏に誓うことで家臣との紐帯が保たれていた。
また、信玄が寵愛する衆道相手の春日源介に対して、浮気の弁明を記す手紙と、天文15年(1546年)に書かれたと見られる、東京大学史料編纂所所蔵の「武田晴信誓詞」が現存している。